# Silenoz
Sven Kopperud (n. 1 martie 1977), mai bine cunoscut sub numele de scenă Silenoz, este chitaristul și textierul formației norvegiene de black metal Dimmu Borgir. Pseudonimul Silenoz provine de la Silenus, o figură din mitologia greacă portretizată ca un bătrân înțelept care făcea parte din cortegiul lui Dionis; se spune că avea darul profeției atunci când era în transă.

## Biografie
Silenoz și-a început cariera muzicală în 1993, la vârsta de 16 ani. În acest an el împreună cu Shagrath și Tjodalv au înființat formația Dimmu Borgir. De-a lungul existenței formației Silenoz a cântat la chitară ritmică, dar a fost și solist vocal în anii de început.
Silenoz este adeptul satanismului ateist promovat de Anton LaVey care pune accentul pe individualism. Întrebat despre acest subiect, Silenoz a declarat:
"Pentru mine a avea o credință religioasă înseamnă a renunța la acel drept nativ de a fi un individ. Iar satanismul reprezintă individualismul, Satan fiind o metaforă pentru ieșirea din ceea ce este considerat a fi normal, sigur și controlabil. ... Pentru mine nu există nici un zeu superior mie însumi."
În 1996 Silenoz împreună cu Destroyer au înființat formația Nocturnal Breed (blackened thrash metal), formație în care Silenoz a activat sub pseudonimul Ed Damnator; doi ani mai târziu, în 1998, Silenoz a părăsit formația. În 2004 Silenoz împreună cu alți muzicieni au înființat formația Insidious Disease (blackened death metal), formație din care Silenoz face parte și în prezent.
În 2010 Silenoz și Galder au lansat albumul video Behind the Player: Dimmu Borgir, album în care cei doi dau lecții detaliate de chitară prin intermediul aplicației VideoTab, arătând exact cum cântă fiecare melodiile "The Serpentine Offering" și "The Chosen Legacy" de pe albumul In Sorte Diaboli.

## Discografie
cu Dimmu Borgir
Informații suplimentare: Dimmu Borgir#Discografie
cu Nocturnal Breed
- Aggressor (Album de studio) (1997)
- No Retreat... No Surrender (Album de studio) (1998)
- Triumph of the Blasphemer (EP) (1998)

cu Insidious Disease
- Shadowcast (Album de studio) (2010)